# Centibots

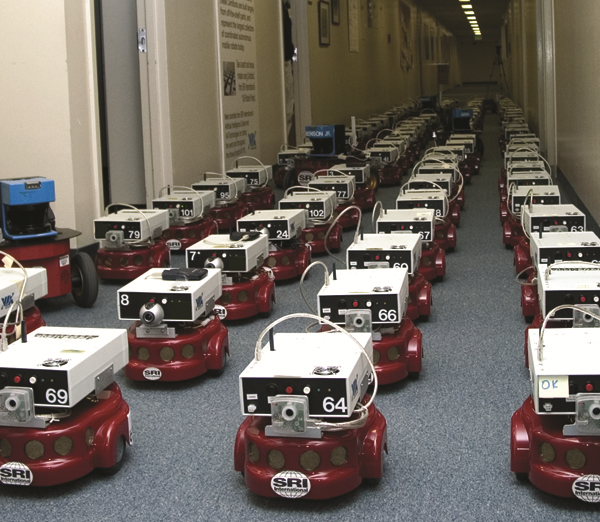
Groupe de robots de type Centibots

Les centirobots, ou simplement centibots, sont des robots créés vers 2003 et conçus pour se coordonner en grand nombre afin d'atteindre un objectif unique, un des premiers exemples de la robotique en essaim.
Le projet de 2,2 millions de dollars est parrainé par la Defense Advanced Research Projects Agency et a pour acteur principal SRI International ainsi que d'autres chercheurs du Robotics and State Estimation Lab de l'Université de Washington, de l'Université Stanford et d'ActivMedia Robotics,,. Le centre d'intelligence artificielle de SRI était connu pour ses travaux antérieurs en robotique, en particulier le robot Shakey et la recherche connexe.
Il y avait un total de 100 robots, dont 80 étaient des Amigobots ActivMedia Robotics et les 20 restants étaient des bots ActivMedia Pioneer 2 AT,. Les robots ont été utilisés pour cartographier une zone ou localiser un objet d'intérêt,,.